# Mühlenstraße 36 (Stralsund)
Das Wohnhaus Mühlenstraße 36 in Stralsund ist ein denkmalgeschütztes Bauwerk in der Mühlenstraße.

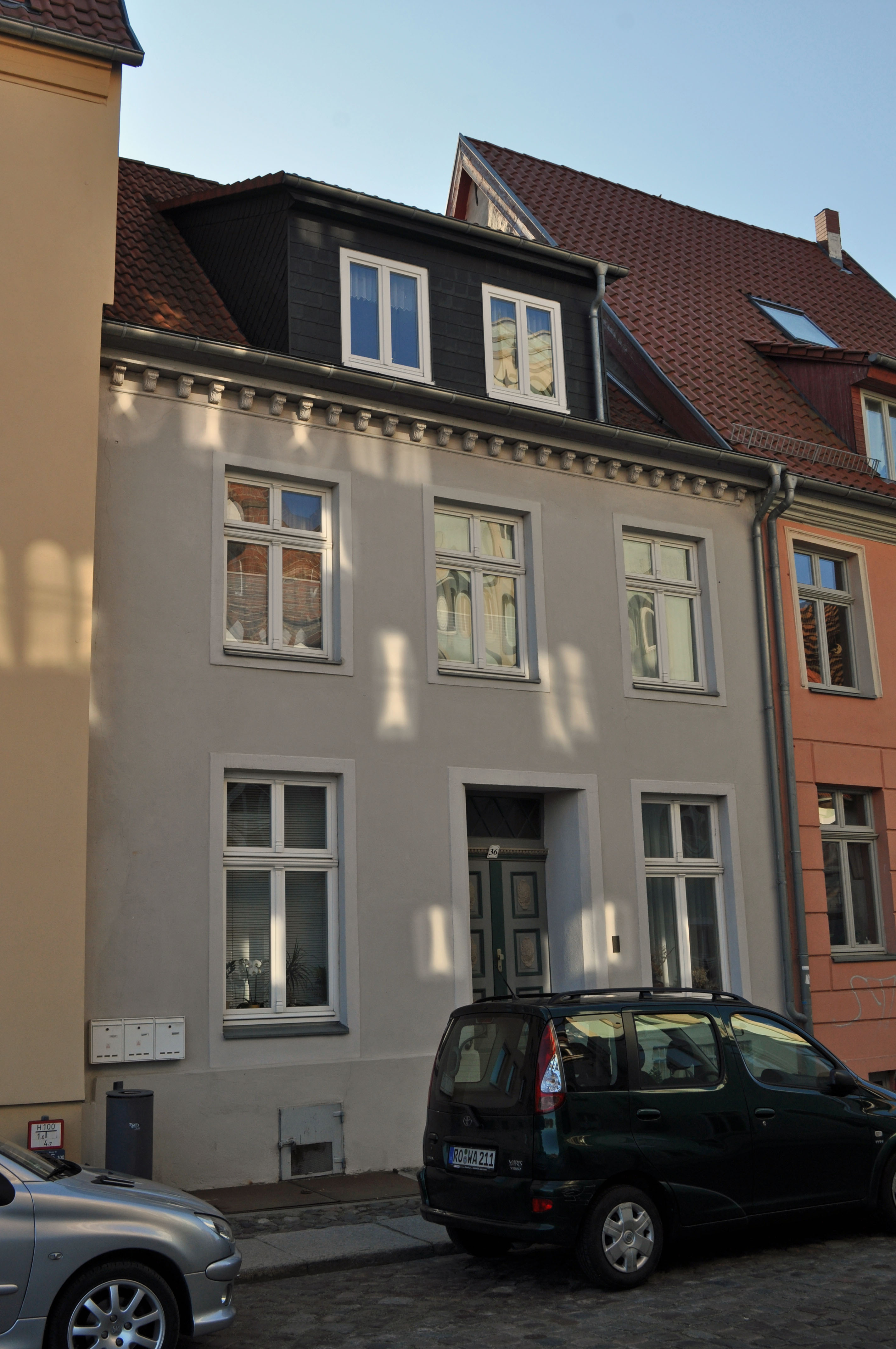
Haus Mühlenstraße 36 in Stralsund (2012)

Das dreiachsige, zweigeschossig ausgeführte Traufenhaus wurde um 1800 errichtet. Die Putzfassade ist schlicht gehalten, nur ein abschließendes Korbgesims schmückt die Fassade. Die klassizistisch gestaltete Haustür stammt aus der Errichtungszeit.
Das Haus im Kerngebiet des von der UNESCO als Weltkulturerbe anerkannten Stadtgebietes des Kulturgutes „Historische Altstädte Stralsund und Wismar“ ist in die Liste der Baudenkmale in Stralsund eingetragen.